# Demetri de Tessalònica
|  | Per a altres significats, vegeu «Demetri». |

Demetri de Tessalònica (Tessalònica, Grècia, ca. 270 - 306), en grec Δημήτριος της Θεσσαλονίκης, fou un diaca romà, màrtir durant les persecucions als cristians. És venerat com a sant a tota la cristiandat. Una llegenda el convertí en soldat i esdevengué un dels sants més populars de l'Església Ortodoxa. No obstant això, la seva historicitat és discutida i, probablement, és un personatge llegendari.

## Llegenda
Els orígens del culte són obscurs i els testimonis més antics de la seva existència són tardans, la qual cosa ha fet dubtar que hagi existit realment: encara que hi hagi icones i pintures anteriors, el primer relat escrit de la seva vida és del segle ix.
Segons la tradició, Demetri era un diaca, de família senatorial, que, durant les persecucions de Dioclecià o Galeri fou mort a cop de llança cap al 306.
Una tradició posterior diu que era militar, fins i tot procònsol, i que fou mort en haver-se convertit al cristianisme. Sovint es representa amb un gladiador als peus, Lieu; aquest era responsable de la persecució i mort de molts cristians i Demetri el derrotà: de fet, mitjançant les seves pregàries, va fer que el seu deixeble Nèstor derrotés el gladiador.

## Veneració
El culte comença, sembla, cap a mitjan segle v. Es pensa que va arribar des de Sírmium, quan Tessalònica va prendre el relleu com a principal base militar de la regió, cap al 441. Possiblement llavors es funda la basílica dedicada al sant. L'atribució a la defensa del sant de les victòries en els atacs i setges de la ciutat per part de pobles eslaus va fer que la seva veneració cresqués i que prengués la considerció de sant militar, que desembocà en l'elaboració d'una nova llegenda hagiogràfica que el feia soldat. Aquesta llegenda va fer que els soldats de les Croades el prenguessin, amb Sant Jordi, com a protector.
Les seves relíquies es conserven a la basílica de Sant Demetri de Tessalònica, ciutat de la qual és patró. Sembla, però, que les relíquies no "aparegueren" fins al segle vii, i que mentrestant, la basílica tenia un cenotafi buit, el ciborium. Quan es trobaren unes relíquies a la ciutat, el bisbe Joan de Tessalònica no volgué proclamar-ne públicament l'autenticitat.
La tradició diu que demostraren ésser veritables relíquies quan traspuaren mirra líquida, de forta olor. Des de llavors, el sant fou conegut com a Myrovlētēs(Μυροβλήτης, "que mana mirra"). Aquest líquid ha continuat traspuant contínuament, i és recollida constantment.

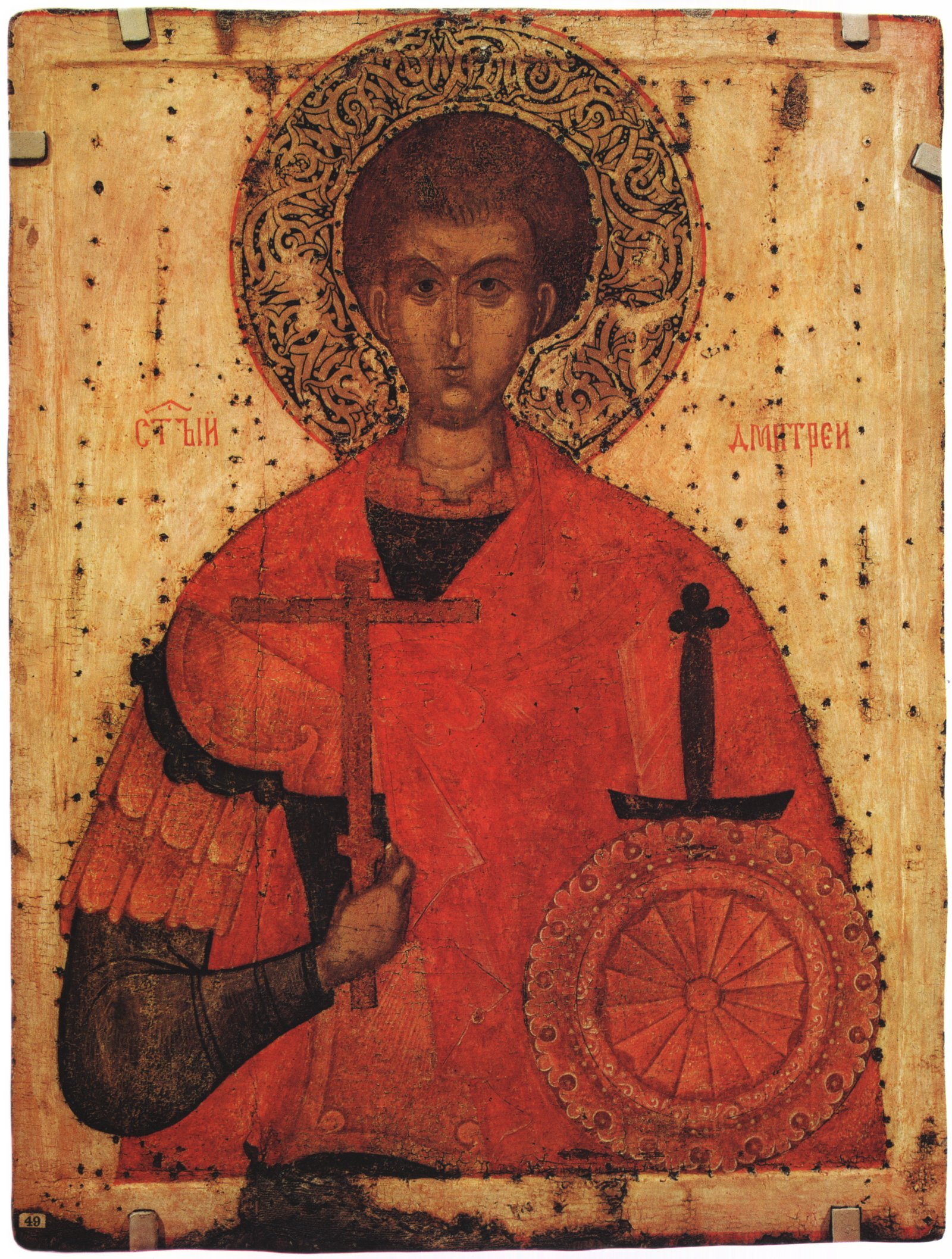
Icona del s. XV (S. Petersburg, Museu Estatal Rus)
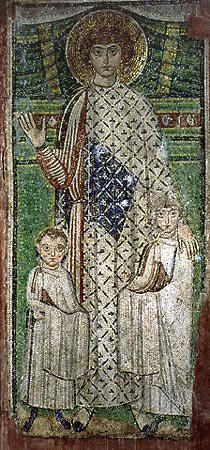
Icona del s. VIII-IX (Tessalònica, Aghios Demetrios)
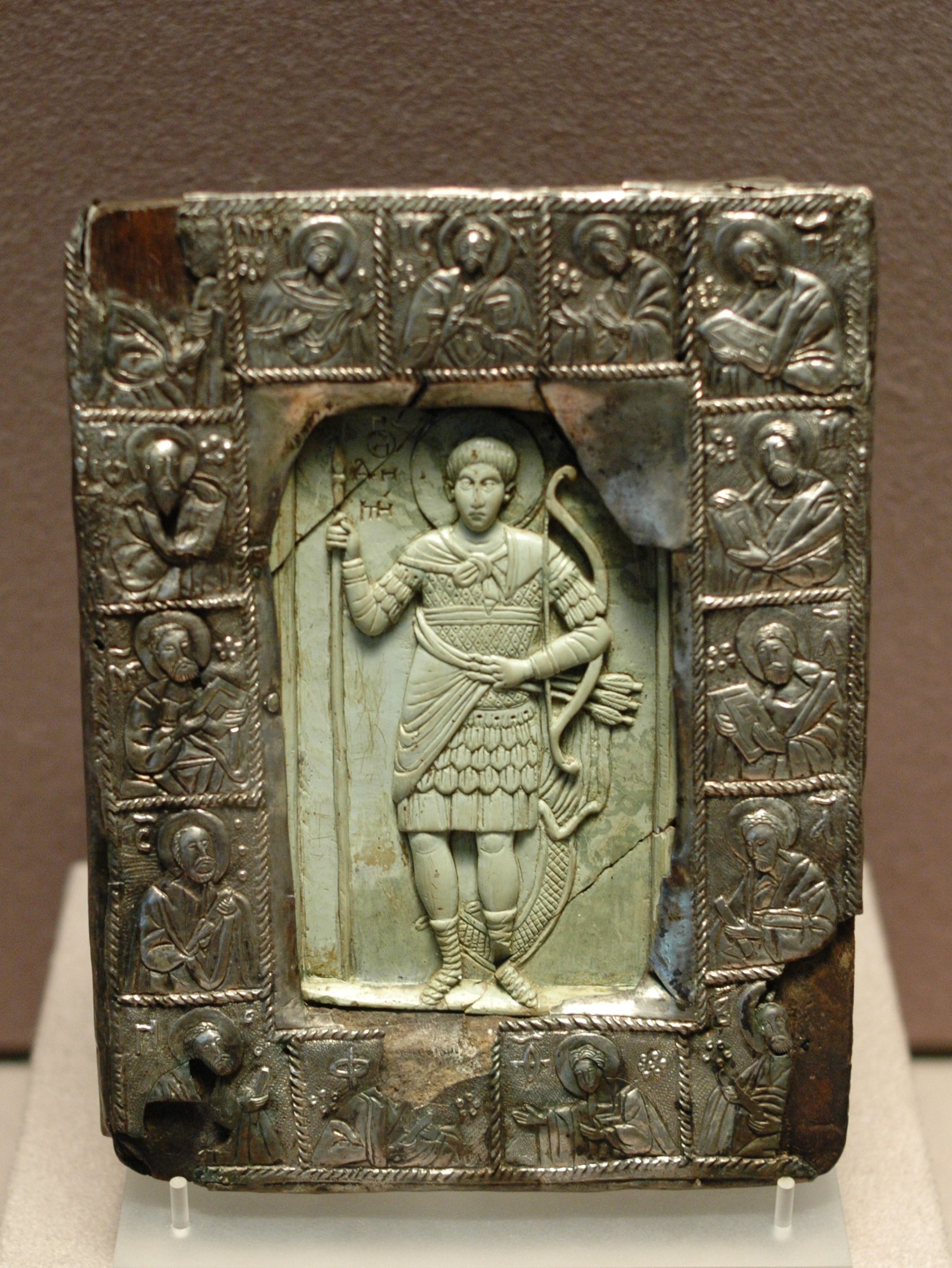
Icona romana d'Orient, s. XIV
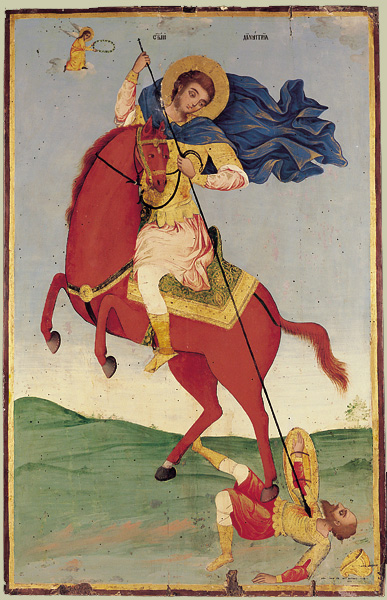
Icona búlgara

## Bibliografia

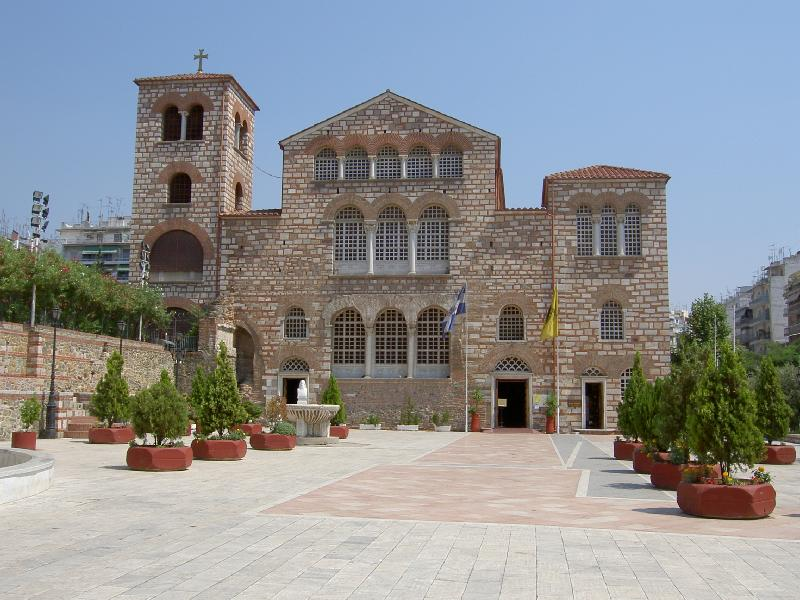
Basílica d'Aghios Demetrios (Tessalònica)
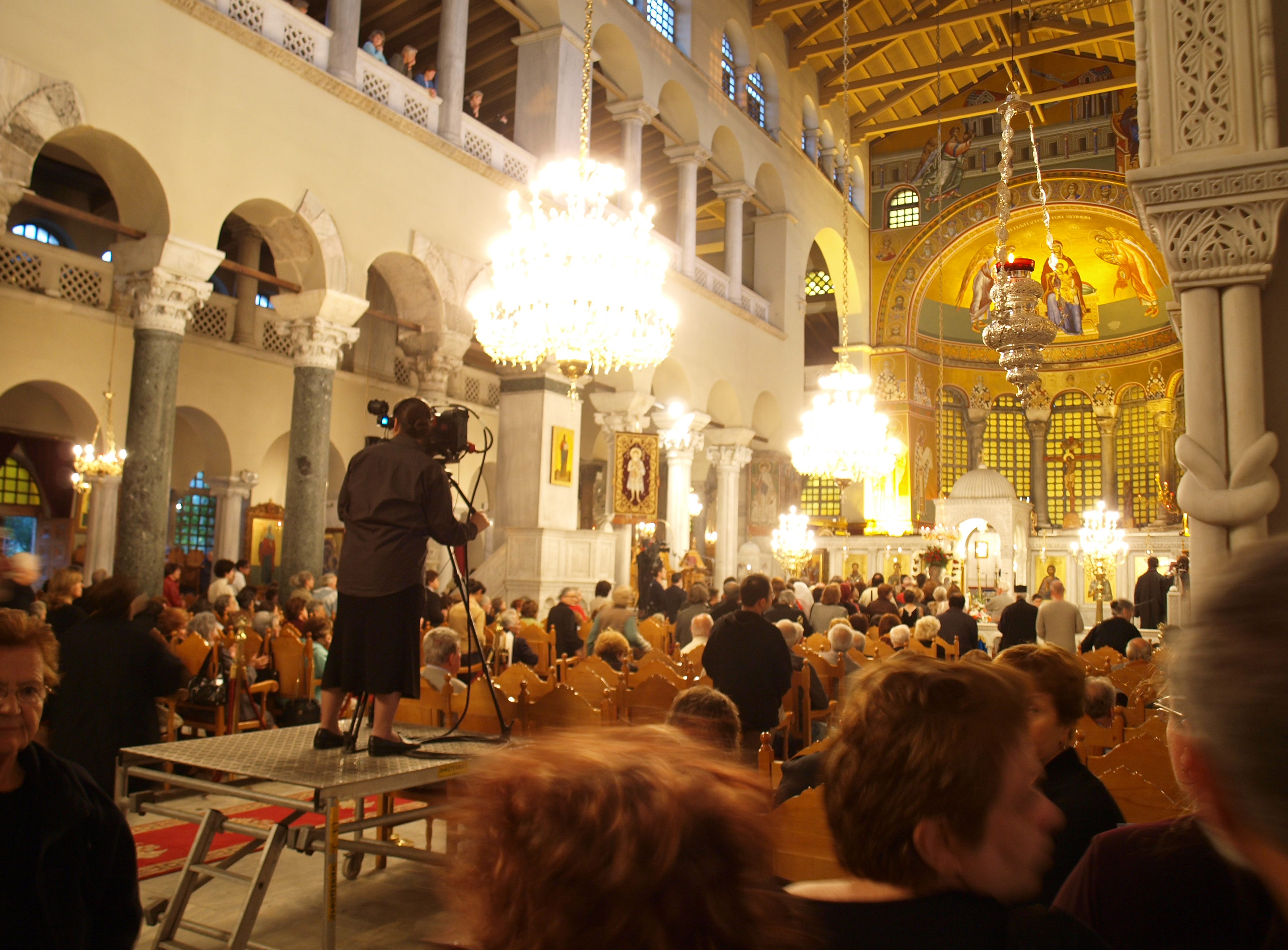
Interior de la basílica
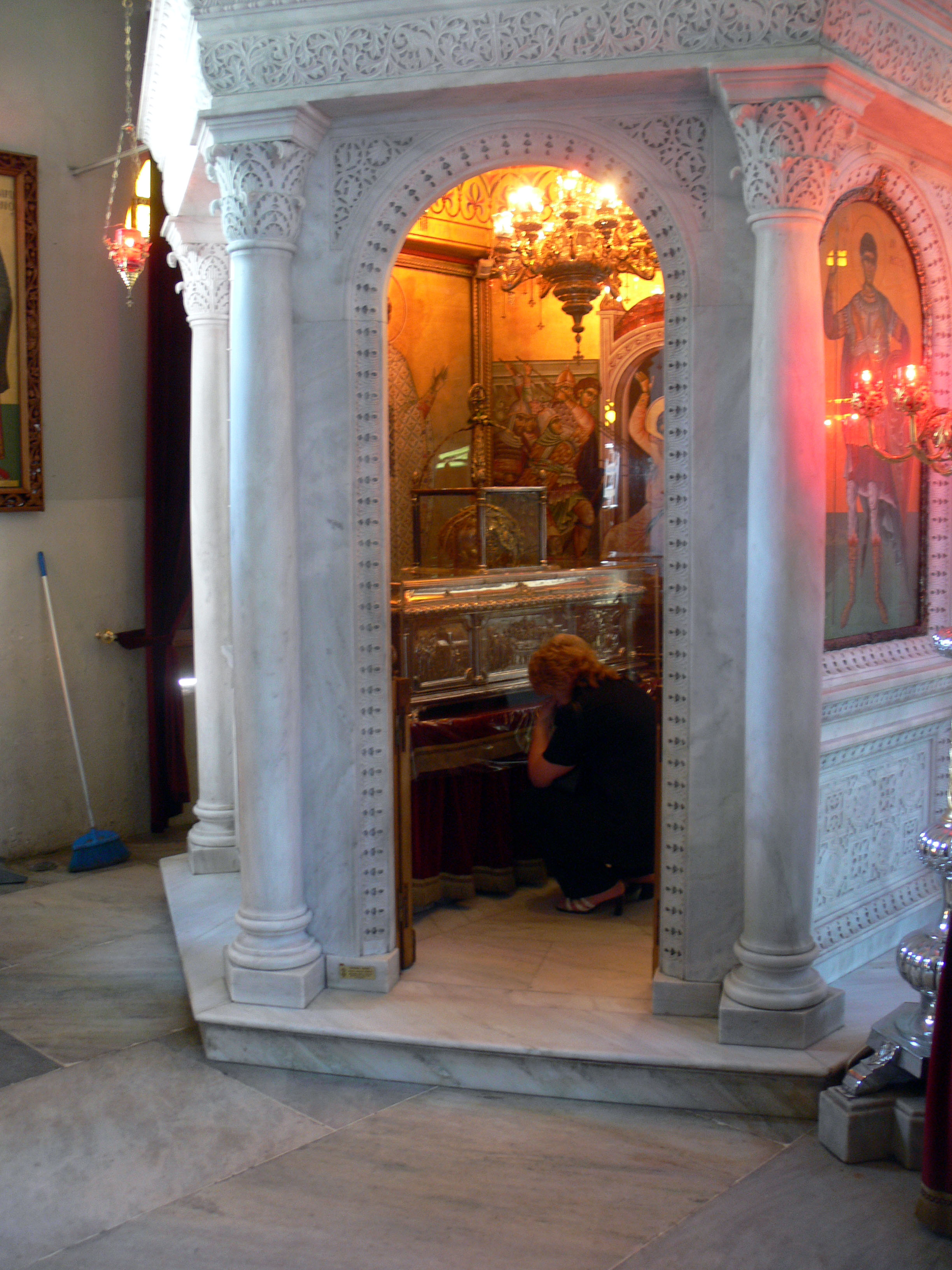
Templet del cenotafi amb les relíquies
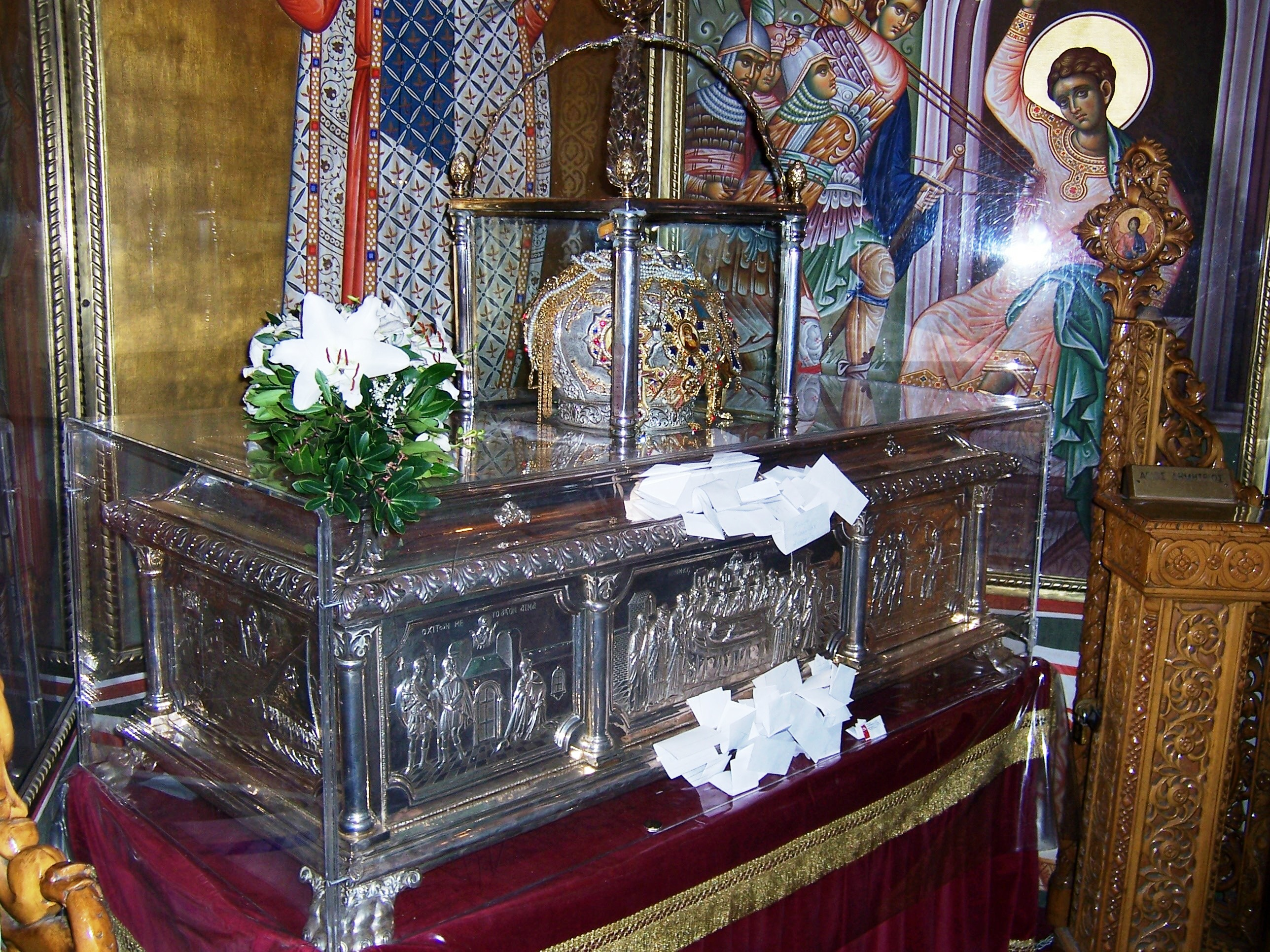
Reliquiari del sant